# 佐洛科马尔
佐洛科马尔，是匈牙利佐洛州所辖的一个村，总面积54.88平方公里，总人口3050，人口密度55.6人/平方公里（2010年1月1日）。